# Pseudapanteles annulicornis
Pseudapanteles annulicornis är en stekelart som beskrevs av William Harris Ashmead 1900. Pseudapanteles annulicornis ingår i släktet Pseudapanteles och familjen bracksteklar. Inga underarter finns listade i Catalogue of Life.